# 良寛
良寛（りょうかん、宝暦8年10月2日（1758年11月2日） - 天保2年1月6日（1831年2月18日））は、江戸時代後期の曹洞宗の僧侶、歌人、漢詩人、書家。号は大愚。名は栄蔵。

## 生涯

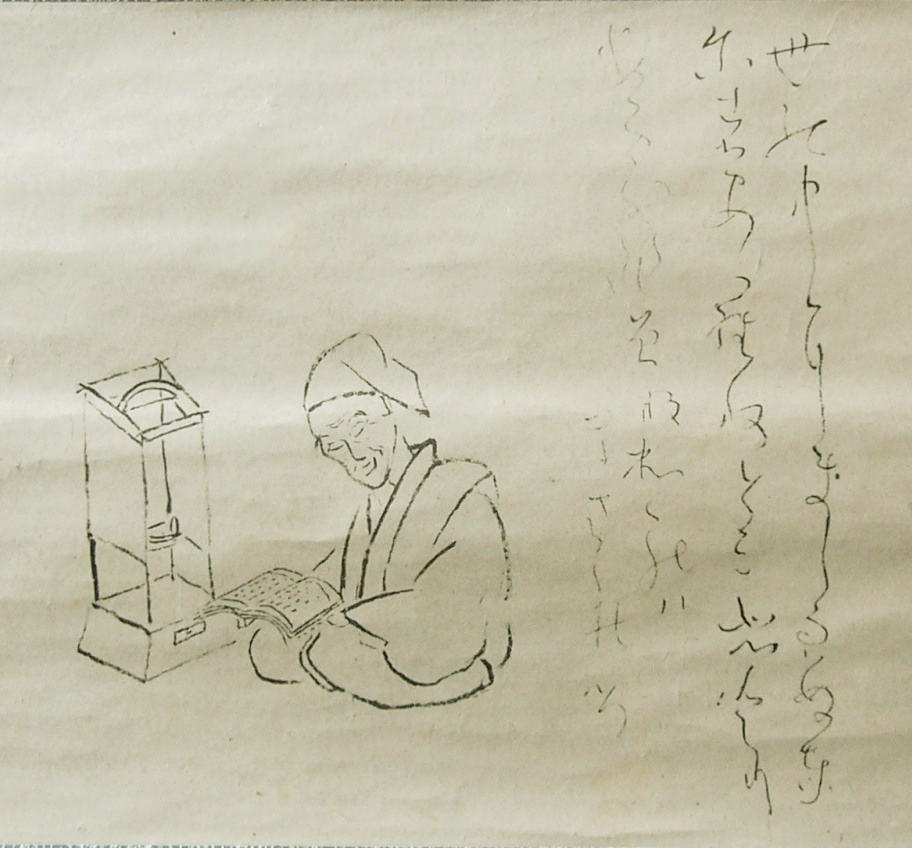
良寛像と自賛和歌

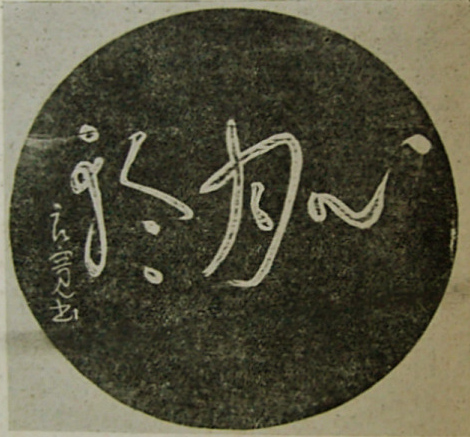
心月輪 木刻

越後国出雲崎（現・新潟県三島郡出雲崎町）に、四男三女の長子として生まれた。生家はこの地区の名主・橘屋であり、父・以南は名主の傍ら石井神社の祠職を務め、俳人でもあった。良寛は跡を継ぐために名主見習いをしたが、見習い2年目の18歳の時、突如出家して子供の頃に勉学を積んだ、曹洞宗海嶽山光照寺（出雲崎町尼瀬）で修行を始めた。この年、全国各地で米騒動が頻発し、越後でも天災・悪疫・凶作によって餓死者を出しており、村人の争いを調停し、盗人の処刑に立ち会わなければならなかった名主見習いの良寛には、「この世は救いのない人間がいる哀れな世界」と感じられた。両親の説得にもかかわらず良寛は頑なに修行を続け、出家した。
安永8年（1779年）22歳の時、備中玉島（現・岡山県倉敷市）の円通寺の国仙和尚を"生涯の師"と定め、師事する。良寛は故郷を捨てたが「この世にあらん限りは父母の言葉を身に包み生きよう」と誓った。円通寺の格式は高く、入門には厳しい戒律を通過しなければならなかった。経を学ぶことより勤労に励むことを第一としており、「一日作らざる者は、一日食わず」と国仙和尚は日を変え言葉を変えて良寛に説いた。その教えは後の良寛の生き方に強い影響を与えることとなる。修行4年目の春、良寛は母の訃報に接したが帰郷は許されず、円通寺での修行は12年に及んだ。
寛政2年（1790年）印可（修行を終えて一人前の僧となった証明）を賜る。翌年、良寛34歳の時「好きなように旅をするがよい」と言い残して世を去った国仙和尚の言葉を受け、諸国を巡り始めた。父の訃報を受けても放浪の旅は続け、義提尼から和歌の影響を受ける。
48歳の時、越後国蒲原郡国上村（現燕市）国上山（くがみやま）国上寺（こくじょうじ）の「五合庵」（国上寺本堂を再建した客僧萬元上人が毎日米五合を給されていたことに由来）で書を学ぶ。その手本として『秋萩帖』を自ら選んだ。五合庵の良寛は何事にもとらわれず何者にも煩わせることもないといった生活を送った。筍が顔を覗かせれば居間を譲り、子供にせがまれれば日が落ちるまで鞠付きに興じた。歌集『布留散東』に「この里に手まりつきつつ子どもらと遊ぶ春日は暮れずともよし」と残している。また、書は良寛にとって鬱勃とした心情を吐露するものであった。書を学ぶうち、従来の書法では自身の心情を表すことができなくなり、良寛独自の書法を編み出している。良寛の書は上手に見せようとするものではなく、「一つの点を打つ」、「一つの棒を引く」その位置の僅かなズレが文字の命を奪う、という際どい瀬戸際に筆を運んででき上がるものだった。五合庵での階段の昇り降りが辛くなり、61歳の時乙子神社境内の草庵に居を構えた。円熟期に達した良寛の書はこの時に生まれている。
70歳の時、島崎村（現長岡市）の木村元右衛門邸内に住んだ。無欲恬淡な性格で生涯寺をもたず、諸民に信頼され、よく教化に努めた。民衆に対しては難しい説法を行わず、自らの質素な生活を示したり、簡単な言葉（格言）によって、一般庶民に解りやすく仏法を説いた。その姿勢は、一般民衆だけでなく様々な人々の共感や信頼を得ることになった。

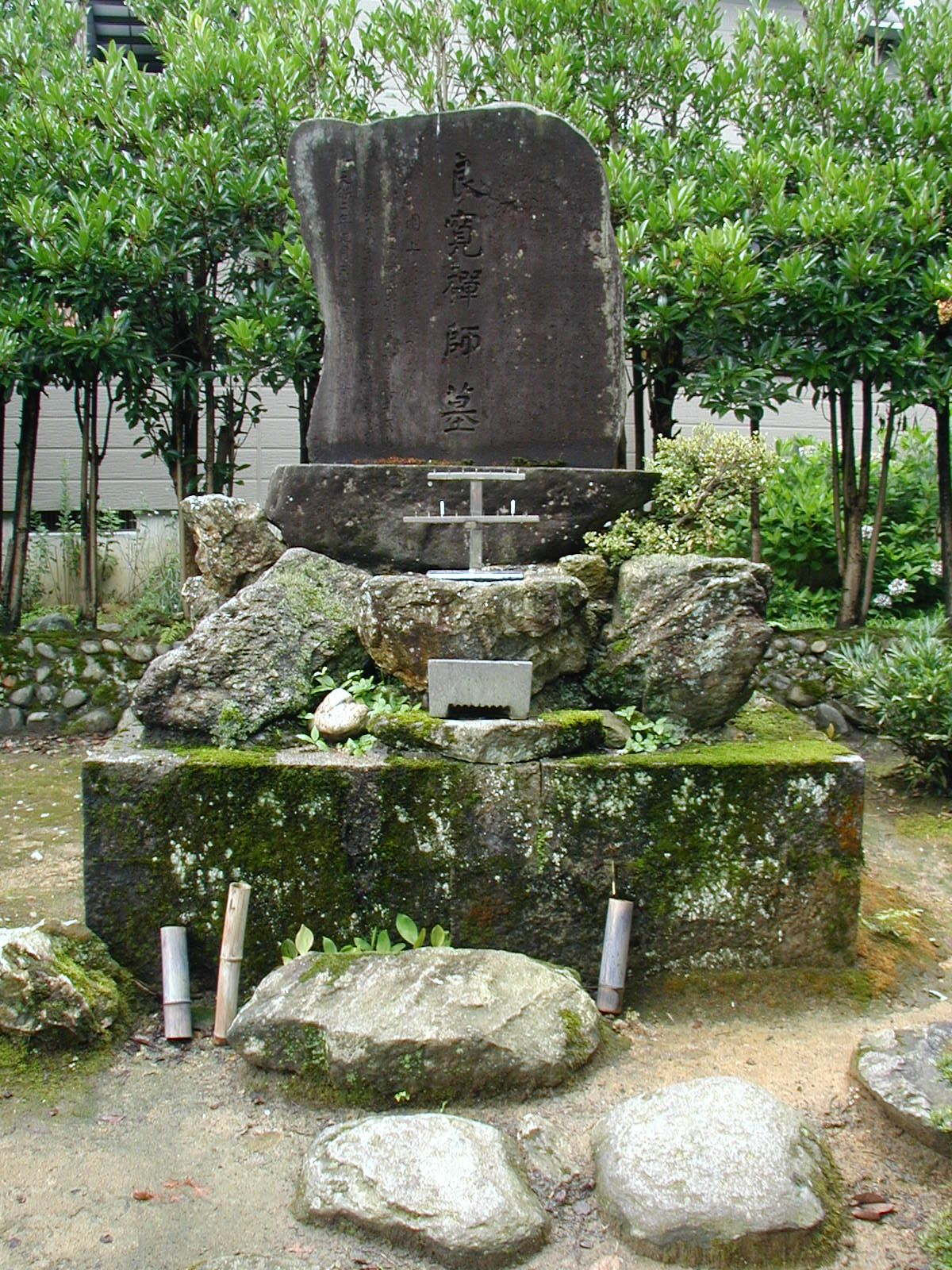
隆泉寺（新潟県長岡市島崎）にある良寛の墓

最期を看取った弟子の貞心尼が『蓮の露』に良寛の和歌を記録した。良寛は他に漢詩、狂歌、俳句、俗謡に巧みで、書の達人でもあった（したがって後世の贋作も多い）。新潟県長岡市島崎の（西證院）隆泉寺に眠る。

## 人物
子供達を愛し、積極的に遊んだ良寛の行動は、人々の記憶に残っている。
- 良寛は「子供の純真な心こそが誠の仏の心」と解釈し[要出典]、子供達と遊ぶことを好み、かくれんぼや手毬をついたりしてよく遊んだという[注 3]。
- 名書家として知られたものの、高名な人物からの書の依頼は断る傾向にあった。しかし、子供達から「凧に文字を書いて欲しい」と頼まれた時には喜んで『天上大風』（てんじょうたいふう）という文字を書いたという[注 4]。
- ある日の夕暮れ時に、良寛は隠れん坊をして子供達と遊んでいて自分が隠れる番になり、田んぼにうまく隠れ得た。しかし、日が暮れて暗くなり、子供達は良寛だけを探し出せないまま家に帰ってしまった。翌朝早くに、ある農夫が田んぼに来ると、そこに良寛が居たので驚いて問い質したところ、良寛は「静かに！そんな大声を出せば、子供達に見つかってしまうではないか」と言ったという。

このような類いの話が伝えられ、子供向けの童話などとして紹介されることによって、良寛に対する親しみ深い印象は現在にまで伝わっている。

## 言葉
地震で子を亡くした俳人 山田杜皐（やまだとこう）に宛てた見舞文の一部。
- 災難に逢う時節には災難に逢うがよく候、死ぬる時節には死ぬがよく候、是はこれ災難をのがるる妙法にて候 [7]

1828年 良寛が71歳の時、三条地震と呼ばれる大地震があった。震度7相当の揺れがあったと推定され、死者1,000名以上であった。震源のすぐ南に位置する与板にいた良寛と親しい知人のうち、とりわけ山田杜皐は良寛をあだ名「蛍」と呼ぶほど仲が良かった。杜皐はこの地震で子を亡くしてしまったが、同じく被害に遭ったと思われる良寛に見舞いの手紙を送った。良寛が自分が無事であることを伝える返事の末尾に添えたのが上の言葉である。仏教の思想を、とりわけ四苦八苦から逃れようとするから苦悩が生じるのであって、四諦として受け容れるしかないということをよく学んでいる杜皐は、この言葉の意味をよく理解したはずである。

## 辞世
良寛の辞世の句は、貞心尼が『蓮の露』に記録している。臨終の場で詠んだのではないが、実弟の由之に形見として送った歌が、由之の日記『八重菊』に遺されている。
辞世の句
- うらを見せおもてを見せてちるもみぢ [7]
良寛ゆかりの円通寺の句碑にある。

形見として送った歌
- 形見とて何残すらむ春は花夏ほととぎす秋はもみぢ葉 [9]

## 和歌
型に拘らない率直な表現を良しとし、多くの和歌を残した。
- この宮の木（こ）したに子供等と遊ぶ夕日は暮れずともよし
- 風きよし月はさやけしいざともに踊り明かさむ老いのなごりに
- 歌もよまむ手毬もつかむ野にもいでむ心ひとつを定めかねつも
- いにしへを思へば夢かうつつかも夜はしぐれの雨を聞きつつ
- 世の中にまじらぬとにはあらねどもひとり遊びぞ我はまされる

## 漢詩
良寛は、生涯に231首以上の漢詩を作っている。最も有名なのは、次の漢詩。

生涯懶立身　… 生涯身を立つるにものうく（この生涯出世には興味が無かった）

騰々任天真　… 騰々と天真に任す（与えられた姿のままに過ごしてきた）

嚢中三升米　… 嚢中に三升の米（米袋には三升の米のみ）

炉辺一束薪　… 炉辺に一束のたきぎ（暖炉には一束の薪しかない）

誰問迷悟跡　… 誰か問わんめいごのあと（誰も私の法話に興味など無く）

何知名利塵　… 何ぞ知らんみょうりのちり（評判も財産も何もない）

夜雨草庵裡　… 夜雨草庵のうち（夜の雨の中この草庵で）

双脚等閑伸　… 双脚を等閑に伸ばす（両足をぼんやりと伸ばしたりしているだけである）
—良寛,  入矢義高 訳注『良寛詩集』

## 著作集成
良寛の著作を、出版年の順に挙げる。
- 良寛 著、村山恒二郎、小林二郎 編『良寛禅師歌集』1879年。
- 良寛 著、玉木礼吉 編『良寛全集』良寛会、1918年。 - 復刻：牧野出版、1994年。
- 良寛 著、大島花束 編『良寛全集』岩波書店、1929年。 - 復刊：2001年。第二版新元社、1958年。復刻：恒文社、1989年。
- 良寛 著、東郷豊治 編『良寛全集』 上・下、東京創元社、1959年。 - 伝記研究で第9回読売文学賞受賞。たびたび新装版。 - 1813年に、医者で詩人の鈴木隆造（桐軒）は良寛の詩集『草堂集』を刊行したいと考えていたが、良寛は認めなかったらしい[11]。弟の鈴木陳造（文台）は隆造と図って刊行しようとし、序文まで書いたが未完に終わった。『草堂集』の編集は隆造の子の順亭に引き継がれたが出版には到らず、順亭がまとめた原稿を中心にして出版されたのが本書。
- 良寛 著、内山知也・谷川敏朗・松本市壽 編『定本良寛全集』 全3巻、中央公論新社、2006年。
- 良寛 著、谷川敏朗 編『校注良寛全歌集』春秋社、1996年。 - 新装版：2014年。
- 良寛 著、谷川敏朗 編『校注良寛全詩集』春秋社、1998年。 - 新装版：2014年。
- 良寛 著、谷川敏朗 編『校注良寛全句集』春秋社、2000年。 - 新装版：2014年。
- 良寛 著、吉野秀雄 校注 編『良寛歌集』東洋文庫、1992年。 - 新版：平凡社東洋文庫 1992年。筑摩書房で「全集」[要出典]。校注者は伝記研究でも著名。

### 漢詩注解
良寛の訳・解説本は、大正後期・昭和から数えると100冊以上になる。
- 良寛 著、飯田利行 訳、飯田利行 編『良寛』国書刊行会〈現代語訳洞門禅文学集〉、2001年。
- 良寛 著、柳田聖山 訳『良寛道人遺稿』中央公論新社〈中公クラシックス〉、2002年。
- 良寛 著、井上慶隆 訳、井上慶隆 編『良寛』 11巻、研文出版〈日本漢詩人選集〉、2002年。
- 良寛 著、入矢義高 訳『良寛詩集』講談社〈平凡社東洋文庫〉、2006年。 - 数度刊行。

## 良寛に関する作品

### 書籍
- 相馬御風『大愚良寛』春陽堂、1918年5月。NDLJP:959199。
  - 『大愚良寛』渡辺秀英校註、考古堂書店、1974年5月。
  - 『大愚良寛』渡辺秀英校註（校註新版）、考古堂書店、2001年9月。ISBN 978-4874995969。
  - 『大愚良寛』渡辺秀英校註（新装版）、考古堂書店、2015年11月。ISBN 978-4874998410。
- 相馬御風『良寛和尚尺牘』春陽堂、1920年12月。NDLJP:963066。
- 相馬御風『新釈良寛和尚歌集』紅玉堂書店、1925年2月。NDLJP:977362。
- 相馬御風『一茶と良寛と芭蕉』春秋社、1925年11月。NDLJP:925209。
  - 『一茶と良寛と芭蕉』春秋社、1939年3月。NDLJP:1108523。
  - 『一茶と良寛と芭蕉』南北書園、1947年5月。NDLJP:1127218。
  - 『一茶と良寛と芭蕉』（新版）恒文社、1997年11月。ISBN 978-4770409577。
- 相馬御風『良寛坊物語』春秋社、1928年10月。
  - 『良寛坊物語』新潟日報事業社、1979年7月。ISBN 978-4888621335。
  - 『良寛坊物語』新潟日報事業社、2008年1月。ISBN 978-4861322518。
- 相馬御風『良寛さま』実業之日本社、1930年5月。
  - 『続 良寛さま』実業之日本社、1935年6月。
  - 『良寛さま』実業之日本社、1946年5月。
  - 『続 良寛さま』実業之日本社、1946年6月。
  - 『良寛さま』実業之日本社、1948年10月。NDLJP:1169370。
  - 『良寛さま』（新装復刻）実業之日本社、2001年12月。
  - 高原美智子 編『良寛さま』考古堂書店、2007年4月。ISBN 978-4874996751。
  - 高原美智子 編『続 良寛さま』考古堂書店、2007年4月。ISBN 978-4874996768。
  - 高原美智子 編『良寛さま童謡集』考古堂書店、2007年4月。ISBN 978-4874996775。
- 相馬御風『良寛と蕩児 その他』実業之日本社、1931年4月。
- 相馬御風『良寛百考』厚生閣書店、1935年3月。
  - 『良寛百考』有峰書店、1974年3月。
- 相馬御風『良寛と貞心 貞心尼全集』六芸社、1938年7月。
- 相馬御風『良寛を語る』博文館、1941年12月。NDLJP:1127667。
  - 『良寛を語る』有峰書店、1974年6月。
- 相馬御風 編『良寛和尚詩歌集』春陽堂、1918年2月。NDLJP:968898。
- 相馬昌治編纂 編『良寛和尚遺墨集』春陽堂、1919年8月。NDLJP:967041。
- 相馬御風、辻森秀英『良寛和尚 橘曙覧』厚生閣〈歴代歌人研究 第10巻〉、1938年9月。
- 新美南吉『良寛物語 : 手毬と鉢の子』学習社、1941年。 - 復刻： 中日新聞社、2013年。長編。 - 著者新見の生前に出版された2冊の1つ。
- 安藤英男『良寛 : 逸話でつづる生涯』鈴木出版、1978年。
- 北川省一『漂泊の人良寛』朝日新聞社・朝日選書、1983年。
- 水上勉『良寛』中央公論社、1984年。 - のち中公文庫、改版1997年。
- 吉本隆明『良寛』春秋社、1992年。
- 矢代静一『良寛異聞』河出書房新社、1993年。 - のち河出文庫に所収。
- 吉野秀雄『良寛 : 歌と生涯』筑摩書房〈ちくま学芸文庫〉、1993年。 - 復刊： アートデイズ、2001年。
- 水上勉『良寛のすべて』 3巻、河出書房新社〈自選仏教文学全集〉、2002年。 - 他の2巻は『良寛を歩く』、『蓑笠の人』。
- 植野明磧『慕われる生き方 良寛さん』中経出版〈中経の文庫〉、2010年。
- 竹村牧男『良寛その仏道』青土社、2024年

### 戯曲
- 矢代静一『弥々』1992年。 - 戯曲、良寛と彼の初恋の女性弥々の人生を弥々の娘が語りおろす形式の一人芝居。
娘の毬谷友子が、初演以来1998年に矢代が他界した後もライフワークとして演じ続けている。

### 映画
- 貞永方久 監督、加藤博子ほか 脚本、瀬戸内寂聴 原作『良寛』1997年。 - 松本幸四郎、鈴木京香、鷲尾いさ子、渡辺裕之が出演。

### 刊行史伝
- 解良栄重『良寛禅師奇話』野島出版、新潟県三条市、1979年。 - 良寛を直接知っていた解良栄重による良寛の逸話集。写本の影印本。
- 谷川敏朗 著、良寛全集刊行会 編『良寛伝記・年譜・文献目録』 1巻、野島出版〈良寛全集別巻〉、1981年。
- 高橋庄次『良寛伝記考説』春秋社、1998年。 - 新装普及版 2008年。

## 銅像
- 月見ヶ丘町民センター(福島県河沼郡柳津町)
- 隆泉寺（新潟県長岡市島崎）
- JR長岡駅駅舎内（新潟県長岡市城内町）
- 円通寺（岡山県倉敷市玉島）
- 新潟大学五十嵐キャンパス（新潟県新潟市西区五十嵐）
- 天領の里（こども時代の良寛。新潟県三島郡出雲崎町大字尼瀬）
- 燕市分水良寛史料館（新潟県燕市上諏訪、JR分水駅5分）

## 系図
```
　　　　　　　┃
　　　　　　以南（与板町の「割元・新木与五右衛門（※）」の息子）
　　　　　　　　※与板四代山田四郎左衛門高重の二男
　　　　　　　┃
　　　　　　良寛
```

## 参考資料
- 新潟県長岡地域振興局 企画振興部 (2015年6月).  良寛の里活性化研究会: “良寛たずね道 八十八ヶ所巡り”. 良寛の里.  新潟県庁. 2023年1月25日閲覧。 - パンフレットを掲載
- 新潟県長岡地域振興局 企画振興部 (2017年6月).  良寛の里活性化研究会: “良寛たずね道八十八ヶ所巡りモデルコース&ガイドマップ”. 良寛の里.   新潟県庁. 2023年1月25日閲覧。